# Peter Craig

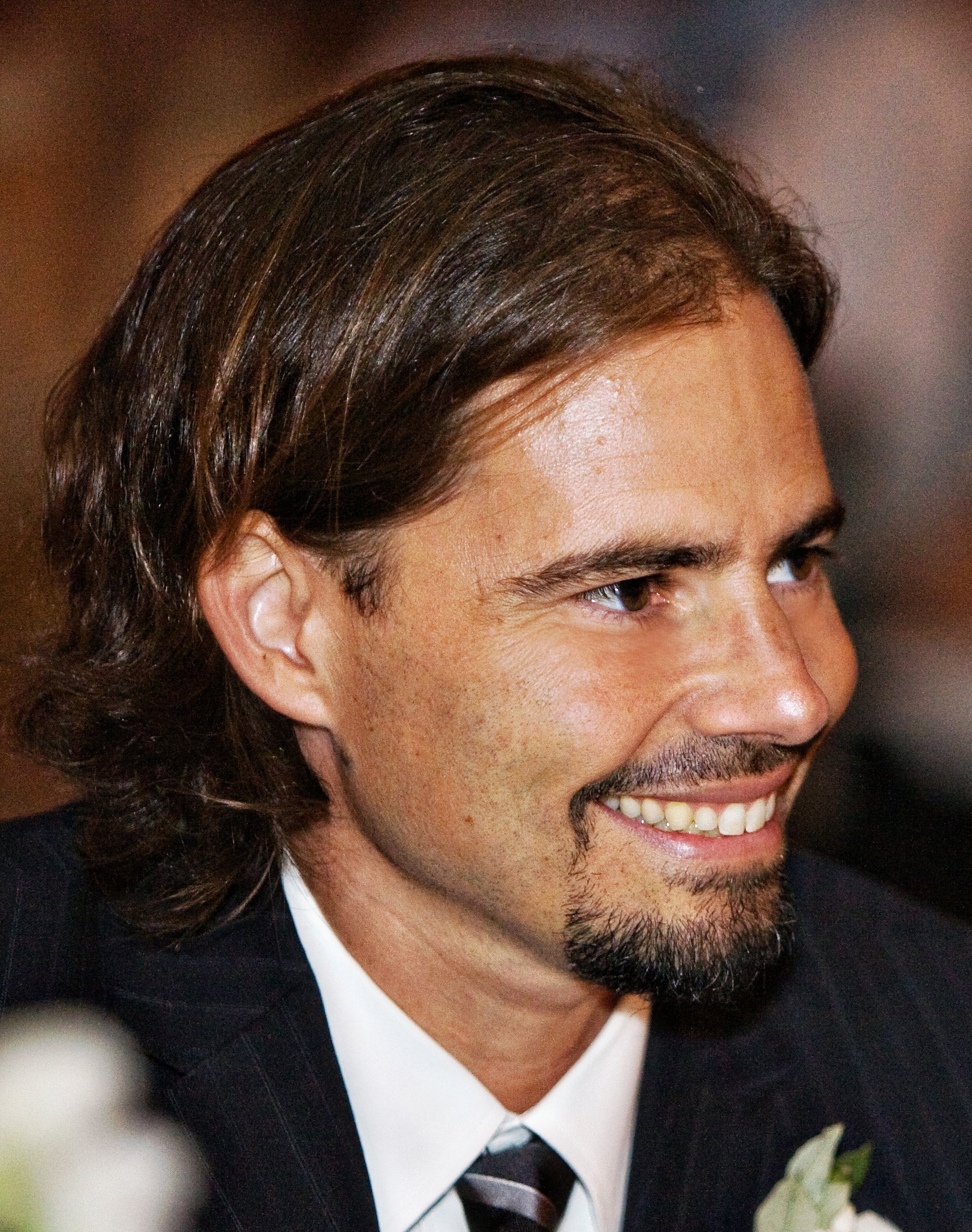
Peter Craig, 2012

Peter Craig (* 10. November 1969 in Los Angeles, Kalifornien) ist ein US-amerikanischer Buch- und Drehbuchautor.

## Leben
Craig ist der älteste Sohn der Schauspielerin Sally Field. 1998 veröffentlichte er mit The Martini Shot seinen ersten Roman, gefolgt von Hot Plastic (2004) und Blood Father (2005). Seit 2010 tritt er beginnend mit The Town – Stadt ohne Gnade als Drehbuchautor in Erscheinung. An Blood Father aus dem Jahr 2016 war er auch als Produzent beteiligt. Gemeinsam mit Justin Marks entwickelte er die grundlegende Geschichte zum Film Top Gun: Maverick. Die beiden wurden hierfür 2023 für den Oscar in der Kategorie Bestes adaptiertes Drehbuch nominiert, gemeinsam mit den Drehbuchautoren Ehren Kruger, Christopher McQuarrie und Eric Warren Singer. Hinzu kommt eine Nominierung für den Satellite Award in der Kategorie Bestes adaptiertes Drehbuch.
Ende Juni 2023 wurde Craig Mitglied der Academy of Motion Picture Arts and Sciences.

## Filmografie (Auswahl)
- 2010: The Town – Stadt ohne Gnade (The Town)
- 2014: Die Tribute von Panem – Mockingjay Teil 1 (The Hunger Games: Mockingjay – Part 1)
- 2015: Die Tribute von Panem – Mockingjay Teil 2 (The Hunger Games: Mockingjay – Part 2)
- 2016: Blood Father (auch Produktion)
- 2018: Operation: 12 Strong
- 2020: Bad Boys for Life
- 2021: The Unforgivable
- 2022: The Batman
- 2022: Top Gun: Maverick
- 2023: The Mother
- 2025: Dope Thief